# Linophryne macrodon
Linophryne macrodon är en fiskart som beskrevs av Regan 1925. Linophryne macrodon ingår i släktet Linophryne och familjen Linophrynidae. Inga underarter finns listade i Catalogue of Life.